# Оселедець волзький
Оселедець волзький (Alosa volgensis) — вид променеперих риб з родини оселедцевих. В одних джерелах розглядається як підвид Alosa kessleri і має назву Alosa kessleri volgensis., в інших — як самостійний вид Alosa volgensis

## Опис
Досягає в сприятливих умовах довжини 40 см і ваги 600 г. Тривалість життя близько 6-7 років.

## Спосіб життя
Прохідна риба. Харчується в морі ракоподібними та дрібною рибою.
Статевої зрілості досягає на третьому-п'ятому році життя. Нереститься два-три рази в житті, для нересту заходить у Волгу, Урал і Терек. Плодючість риби — близько 130 тисяч ікринок.

## Розповсюдження
Поширена в басейні Каспійського моря. Вид занесений до Червоної книги Російської Федерації.